# Zodarion rhodiense nigrifemur
Zodarion rhodiense là một phân loài nhện trong họ Zodariidae.
Loài này thuộc chi Zodarion. Zodarion rhodiense nigrifemur được Lodovico di Caporiacco miêu tả năm 1948.